# 4th Time Around
«4th Time Around» (en español, "Por cuarta vez") es una canción compuesta por el cantante estadounidense Bob Dylan. Su  Fue incluida en el álbum Blonde on Blonde, editado el 16 de mayo de 1966.